# David Zille
David Zille (La Pampa; 8 de enero de 1980) es un empresario y piloto de rallies argentino, especializado en rally raid en autos de las categorías SSV y Challenger.

## Carrera Deportiva
Es un piloto de rally raid, especialista de enduro. Comenzó compitiendo en el Rally Argentino, logrando su mejor posición en el Rally de Catamarca (actual Rally del Poncho), en la posición número 12.
Empezó a participar en el Rally Dakar en la edición de 2022, con la escudería Can-Am, terminando en la décima posición.
En 2023 ganó su primer etapa en la competición y quedo en el puesto número 30 de T3 (actual challenger).
En 2025 cambió de escudería a Taurus, y gano su primer torneo del Campeonato Mundial de Rally Raid en la categoría challenger, con 3 etapas ganadas y con una diferencia de 3 minutos y 39 segundos sobre Nicolás Cavigliasso, se consagró campeón del South African Safari Rally.

## Vida privada
Es empresario y director de operaciones de la empresa familiar Zille Srl,dedicada a la construcción de plantas de petróleo, gas y agua.

## Palmarés
| Año     | Título                     | Categoría  | Clase |
| ------- | -------------------------- | ---------- | ----- |
| 2024    | Rally de Laguna Larga      | Coches     | R5    |
| 2025    | South African Safari Rally | Challenger | T3    |
| Fuente: |                            |            |       |

## Resultados

### Rally Dakar
| Año     | Categoría  | Vehículo | Posición | Etapas |
| ------- | ---------- | -------- | -------- | ------ |
| 2022    | SSVs / T4  | Can-Am   | 10.º     | -      |
| 2023    | Challenger | Can-Am   | 30.º     | 1      |
| 2024    | Challenger | Can-Am   | 28.º     | -      |
| 2025    | Challenger | Taurus   | Ret.     | 1      |
| Fuente: |            |          |          |        |

### Campeonato Mundial de Rally Raid (FIA)
| Año     | Clase | Categoría  | Vehículo | Posición | Puntaje | Victorias |
| ------- | ----- | ---------- | -------- | -------- | ------- | --------- |
| 2023    | T3    | Challenger | Can-Am   | 8.º      | 69      | -         |
| 2024    | T3    | Challenger | Can-Am   | 10.º     | 40      | -         |
| Fuente: |       |            |          |          |         |           |